# Pjotr Iwanowitsch Krotow
Pjotr Iwanowitsch Krotow (russisch Пётр Иванович Кротов; * 20. Septemberjul. / 2. Oktober 1852greg. in Jelowo, Ujesd Glasow, Gouvernement Wjatka; † 24. Novemberjul. / 7. Dezember 1914greg.) war ein russischer Geologe und Hochschullehrer.

## Leben
Krotow, Sohn eines Priesters, besuchte das Geistliche Seminar Wjatka und studierte dann an der physikalisch-mathematischen Fakultät der Universität Kasan mit Abschluss 1878 als Kandidat. Er blieb an der Universität als Assistent des Prorektors am Zootomie-Kabinett. 1879 wurde er außerplanmäßiger Assistent. 1880 verteidigte er seine Dissertation pro venia legendi über Minerale in  Versteinerungen. Darauf hielt er Vorlesungen über Mineralogie und Geologie in der medizinischen Fakultät der Universität Kasan. 1884 wurde er Konservator des Zootomie-Kabinetts. In den 1880er Jahren unterrichtete er an einem privaten Mädchengymnasium.
1885 verteidigte Krotow seine Magister-Dissertation über das Artinskium und wurde Magister der Mineralogie und Geognosie. In den folgenden Wintersemestern hielt er als Privatdozent Orographie- und Hydrographie-Vorlesungen an der physikalisch-mathematischen Fakultät der Universität Kasan. Nachdem er mit seiner Schrift über geologische Untersuchungen an der Westflanke des Urals bei Tscherdyn und Solikamsk zum Doktor promoviert worden war, wurde er außerplanmäßiger Professor am Lehrstuhl für Geographie. 1895 nach Vorlegen einer Geographie-Schrift wurde er planmäßiger Professor. Er baute ein geographisches Kabinett auf. Nach dem Tode Alexander Antonowitsch Stuckenbergs 1905 wurde Krotow mit der Leitung des Lehrstuhls für Geologie beauftragt unter Beibehaltung des Lehrstuhls für Geographie und Ethnographie, auf dem ihm 1911 Bruno Fridrichowitsch Adler nachfolgte.
1905 wurde Krotow als Mitglied und Mitarbeiter  in die Gesellschaft der Naturforscher an der Universität Kasan aufgenommen. Darauf wurde er nach München zu einem Studienaufenthalt bei Ernst Weinschenk geschickt. 1907–1913 war er Dekan der physikalisch-mathematischen Fakultät der Universität Kasan. 1911 hielt er Vorlesungen über magmatisches Gestein und führte eine Übung zum Mikroskopieren durch. Krotows Arbeitsschwerpunkte waren die allgemeine Geologie, Stratigraphie, Tektonik, Paläontologie und physische Geographie des Urals, des westlichen Voruralgebiets und der Wolgaregion.
Krotow nahm am Kongress für Anthropologie und prähistorische Archäologie (1892), am Internationalen Geologenkongress in St. Petersburg 1897, an der 11. und 12. Tagung der russischen Naturforscher und Ärzte und an der Tagung über moderne Geodynamik in St. Petersburg 1903 teil. Er war Mitglied der Russischen Geographischen Gesellschaft, der Kaiserlichen St. Petersburger Mineralogischen Gesellschaft und des Statistik-Komitees in Wjatka.